# 天野ゲーム博物館
天野ゲーム博物館（あまのゲームはくぶつかん）は、愛知県西尾市にある個人経営のゲームセンター。
レトロゲームファンの聖地としても知られる。

## 概要
館長の天野欽史は元々「天野スポーツ」というスポーツ用品店を経営しており、店舗の一角に子供が遊べるようにとゲームコーナーを設置していた。また、スポーツ用品店を営む傍ら三谷温泉でインベーダーハウスを経営しており、この時多くのゲームメーカーと知り合ったのをきっかけに現在の業態となり、1998年に天野ゲーム博物館をオープンした。
館内にはスペースインベーダーやパックマン、スペースハリアーなど1970年代後半から1990年代のレトロアーケードゲーム機を100台以上設置している。またVIPルームが設けられており、ここでしか見られない貴重な機種が設置されている。